# Garry Lo

a Compétitions nationales et continentales officielles uniquement.

b Matchs officiels uniquement.
Garry Lo, né le 1er novembre 1993 à Mount Hagen (Papouasie-Nouvelle-Guinée), est un joueur de rugby à XIII papou évoluant au poste d'ailier ou de centre.

## Biographie
Formé en Papouasie-Nouvelle-Guinée, il joue sous les couleurs de Mount Hagen, Port Moresby et PNG Hunters avant de rejoindre l'hémisphère nord en 2016 en prenant part à des rencontres avec Sheffield et Castleford.
En fin d'année 2018 , il rejoint Carcassonne avec lequel il remporte la Coupe de France 2019. Il est également international papou et dispute la Coupe du monde 2017.
Le 11 juin 2020, il signe un contrat de 1 an au SC Albi, laissant derrière lui le rugby à XIII pour un nouveau challenge au rugby à XV.

## Palmarès
- Rugby à XIII :
  - Vainqueur de la Coupe de France : 2019 (AS Carcassonne XIII).
  - Finaliste du Championnat de France : 2019[1] (AS Carcassonne XIII).